# Puchar Dalekowschodni w narciarstwie alpejskim mężczyzn 2015/2016
Puchar Dalekowschodni w narciarstwie alpejskim mężczyzn w sezonie 2015/2016 to kolejna edycja tego cyklu. Pierwsze zawody odbyły się 15 grudnia 2015 roku w chińskim Wanlong, a ostatnie rozegrane zostały 23 marca 2016 roku w rosyjskim Jużnosachalińsku. (Pierwotnie, ostatnie zawody miały się odbyć 2 kwietnia 2016 roku w japońskim Ontake/Ōtaki, ale zostały odwołane.).
W poprzednim sezonie klasyfikację generalną Pucharu Dalekowschodniego wygrał Japończyk Hideyuki Narita, triumfując ponadto w klasyfikacji supergiganta i giganta razem z Rosjaninem Dmitrijem Uljanowem. W klasyfikacji slalomu triumfował jego rodak Kyosuke Kono.
W tym sezonie zaś, w klasyfikacji generalnej zwyciężył Koreańczyk z południa Jung Dong-hyun, ponadto wygrał także klasyfikację slalomu. Najlepszym gigancistą okazał się Rosjanin Siergiej Majtakow. Natomiast w supergigancie najlepszy okazał się jego rodak Artem Borodajkin.
Ze wszystkich 3 planowanych zjazdów nie odbył się ani jeden, dlatego też, nie jest liczony jako oddzielna konkurencja.

## Podium zawodów
| Lp. | Data             | Miejscowość     | Konkurencja | 1. Miejsce                        | 2. Miejsce           | 3. Miejsce             |
| --- | ---------------- | --------------- | ----------- | --------------------------------- | -------------------- | ---------------------- |
| 1.  | 15 grudnia 2015  | Wanlong         | Slalom      | Kim Hyeon-tae                     | Kyung Sung-hyun      | Dmitrij Uljanow        |
| 2.  | 16 grudnia 2015  | Wanlong         | Slalom      | Ryunosuke Ohkoshi                 | Kim Hyeon-tae        | Jung Dong-hyun         |
| 3.  | 17 grudnia 2015  | Wanlong         | Gigant      | Dmitrij Uljanow                   | Jewgienij Piasik     | Aleksiej Żilin         |
| 4.  | 18 grudnia 2015  | Wanlong         | Gigant      | Hideyuki Narita                   | Aleksiej Żilin       | Jewgienij Piasik       |
| 5.  | 14 stycznia 2016 | Bear's Town     | Slalom      | Ryunosuke Ohkoshi                 | Jung Dong-hyun       | Siergiej Majtakow      |
| 6.  | 15 stycznia 2016 | Bear's Town     | Slalom      | Jung Dong-hyun                    | Siergiej Majtakow    | Ryunosuke Ohkoshi      |
| 7.  | 18 stycznia 2016 | Jisan Resort    | Slalom      | Ryunosuke Ohkoshi                 | Jewgienij Piasik     | Masanori Shin          |
| 8.  | 19 stycznia 2016 | Jisan Resort    | Slalom      | Jung Dong-hyun                    | Jewgienij Piasik     | Siergiej Majtakow      |
| 9.  | 20 stycznia 2016 | Yongpyong       | Gigant      | Jewgienij Piasik                  | Siergiej Majtakow    | Masanori Shin          |
| 10. | 21 stycznia 2016 | Yongpyong       | Gigant      | Jewgienij Piasik                  | Siergiej Majtakow    | Masanori Shin          |
| 11. | 27 stycznia 2016 | Jeongseon       | Zjazd       | Odwołano                          | Odwołano             | Odwołano               |
| 12. | 28 stycznia 2016 | Jeongseon       | Zjazd       | Odwołano                          | Odwołano             | Odwołano               |
| 13. | 29 lutego 2016   | Hakuba          | Slalom      | Jung Dong-hyun                    | Shun Nakamura        | Matthias Tippelreither |
| 14. | 1 marca 2016     | Hakuba          | Slalom      | Ryunosuke Ohkoshi                 | Kristaps Zvejnieks   | Johannes Strolz        |
| 15. | 3 marca 2016     | Nozawa Onsen    | Gigant      | Bernhard Binderitsch Magnus Walch | –                    | Gustav Lundbäck        |
| 16. | 4 marca 2016     | Nozawa Onsen    | Gigant      | Kyung Sung-hyun                   | Hideyuki Narita      | Jung Dong-hyun         |
| 17. | 6 marca 2016     | Shiga Kōgen     | Slalom      | Jung Dong-hyun                    | Ryunosuke Ohkoshi    | Kyosuke Kono           |
| 18. | 7 marca 2016     | Shiga Kōgen     | Slalom      | Jung Dong-hyun                    | Kristaps Zvejnieks   | Johannes Strolz        |
| 19. | 15 marca 2016    | Bajkalsk        | Supergigant | Iwan Kuzniecow                    | Aleksander Andrienko | Fiedor Mjagkow         |
| 20. | 16 marca 2016    | Bajkalsk        | Supergigant | Artem Borodajkin                  | Pawieł Trichiczew    | Simon Jefimow          |
| 21. | 17 marca 2016    | Bajkalsk        | Gigant      | Kryštof Krýzl                     | Pawieł Trichiczew    | Siergiej Majtakow      |
| 22. | 18 marca 2016    | Bajkalsk        | Gigant      | Kryštof Krýzl                     | Pawieł Trichiczew    | Siergiej Majtakow      |
| 23. | 20 marca 2016    | Jużnosachalińsk | Slalom      | Kryštof Krýzl                     | Siergiej Majtakow    | Pawieł Trichiczew      |
| 24. | 21 marca 2016    | Jużnosachalińsk | Slalom      | Naoki Yuasa                       | Kryštof Krýzl        | Siergiej Majtakow      |
| 25. | 22 marca 2016    | Jużnosachalińsk | Gigant      | Pawieł Trichiczew                 | Aleksander Andrienko | Siergiej Majtakow      |
| 26. | 23 marca 2016    | Jużnosachalińsk | Gigant      | Siergiej Majtakow                 | Pawieł Trichiczew    | Władisław Nowikow      |
| 27. | 2 kwietnia 2016  | Ontake/Ōtaki    | Zjazd       | Odwołano                          | Odwołano             | Odwołano               |

## Klasyfikacja generalna (po 24 z 24 konkurencji)
| Miejsce | Zawodnik          | Punkty |
| ------- | ----------------- | ------ |
| 1.      | Jung Dong-hyun    | 955    |
| 2.      | Ryunosuke Ohkoshi | 859    |
| 3.      | Siergiej Majtakow | 782    |
| 4.      | Jewgienij Piasik  | 674    |
| 5.      | Pawieł Trichiczew | 562    |
| 6.      | Dmitrij Uljanow   | 550    |
| 7.      | Kim Hyeon-tae     | 546    |
| 8.      | Hideyuki Narita   | 516    |
| 9.      | Simon Jefimow     | 501    |
| 10.     | Kyung Sung-hyun   | 456    |

| Miejsce | Zawodnik             | Punkty |
| ------- | -------------------- | ------ |
| 1.      | Artem Borodajkin     | 150    |
| 2.      | Iwan Kuzniecow       | 140    |
| 3.      | Aleksander Andrienko | 130    |
| 4.      | Pawieł Trichiczew    | 112    |
| 5.      | Mikael Svensk        | 85     |
| 6.      | Simon Jefimow        | 80     |
| 7.      | Dmitrij Uljanow      | 65     |
| 8.      | Michaił Wałynkin     | 62     |
| 9.      | Fiedor Mjagkow       | 60     |
| 10.     | Anton Kruk           | 52     |

| Miejsce | Zawodnik          | Punkty |
| ------- | ----------------- | ------ |
| 1.      | Siergiej Majtakow | 440    |
| 2.      | Aleksiej Żilin    | 379    |
| 3.      | Jewgienij Piasik  | 370    |
| 4.      | Pawieł Trichiczew | 340    |
| 5.      | Hideyuki Narita   | 334    |
| 6.      | Dmitrij Uljanow   | 317    |
| 7.      | Masanori Shin     | 228    |
| 8.      | Kyung Sung-hyun   | 225    |
| 9.      | Kryštof Krýzl     | 200    |
| 10.     | Jung Dong-hyun    | 191    |

| Miejsce | Zawodnik           | Punkty |
| ------- | ------------------ | ------ |
| 1.      | Jung Dong-hyun     | 764    |
| 2.      | Ryunosuke Ohkoshi  | 671    |
| 3.      | Kim Hyeon-tae      | 400    |
| 4.      | Siergiej Majtakow  | 340    |
| 5.      | Kazushi Nakamura   | 276    |
| 6.      | Simon Jefimow      | 273    |
| 7.      | Jewgienij Piasik   | 264    |
| 8.      | Kristaps Zvejnieks | 236    |
| 9.      | Kyung Sung-hyun    | 231    |
| 10.     | Park Je-yun        | 225    |